# Christian Fittipaldi

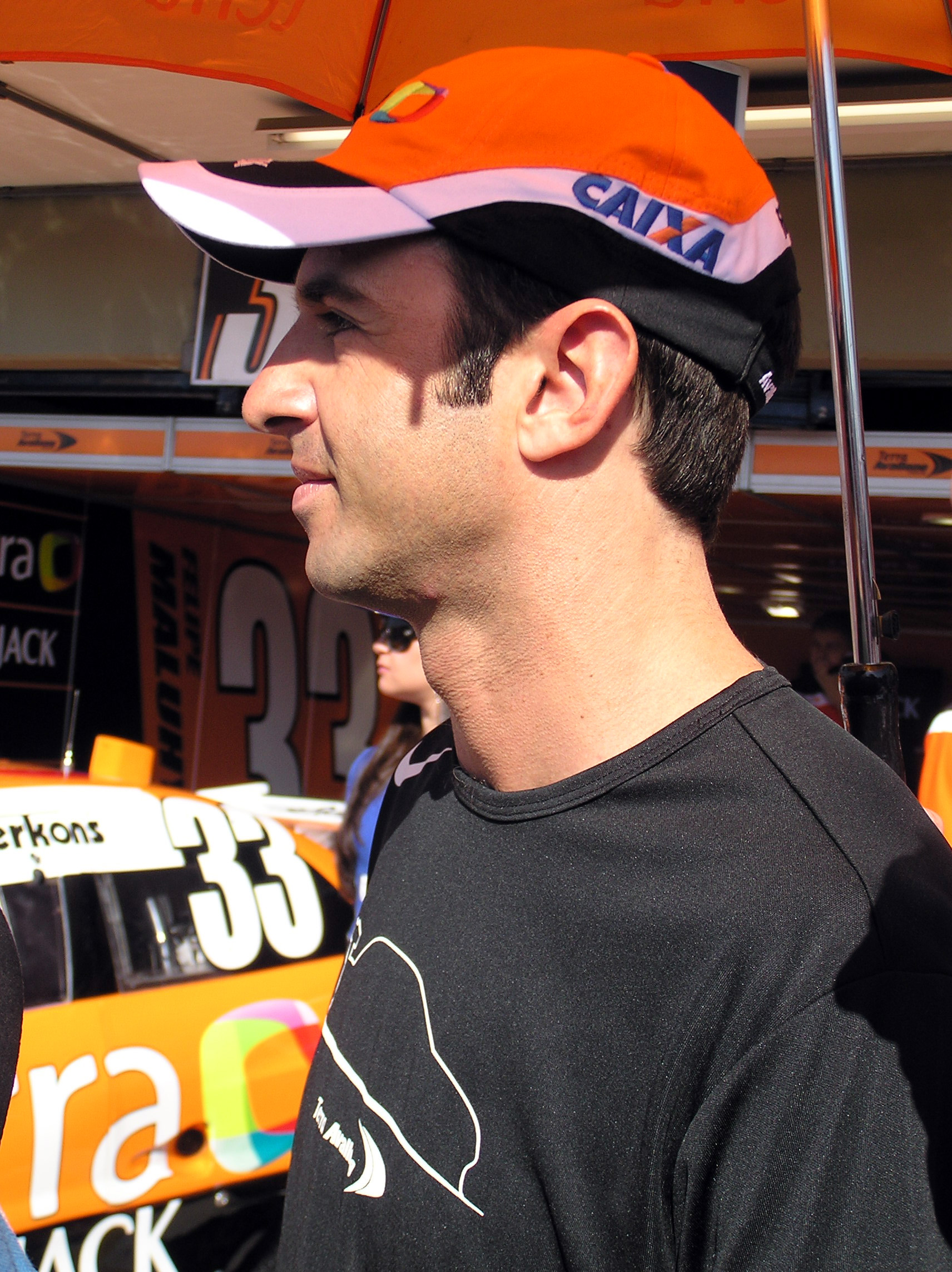
Christian Fittipaldi in 2006

Christian Fittipaldi (São Paulo, Brazilië, 18 januari 1971) is een autocoureur die uitkwam in zowel de Formule 1, Champ Car als de A1GP.
Christian Fittipaldi is de zoon van Wilson Fittipaldi en de neef van Emerson Fittipaldi die ook beiden in de Formule 1 hebben gereden. Christian werd in 1991 Formule 3000 kampioen en kwam een jaar later via Minardi in de Formule 1. In 1993 behaalde hij twee vierde plaatsen, een evenaring van de beste prestatie van een Minardi-coureur ooit. Tijdens de Grand Prix van Italië baarde hij opzien door met een salto te finishen nadat hij teamgenoot Pierluigi Martini raakte. In 1994 werd hij nog twee keer vierde voor het team van Footwork.
Fittipaldi vertrok in 1995 naar de Verenigde Staten en ging in de Champcar-series racen. Datzelfde jaar was hij rookie of the year bij de Indianapolis 500. Later stapte hij over naar NASCAR en won hij in 2004 de 24 uur van Daytona. In 2005 keerde hij terug naar Brazilië en reed daarnaast als vervanger van Nelson Piquet jr. in de A1GP. Hij rijdt tegenwoordig in zijn thuisland in de Copa NEXTEL Stock Car.